# Gerocarne
Gerocarne là một đô thị ở tỉnh Vibo Valentia trong vùng Calabria, có cự ly khoảng 50 km về phía tây namcủa Catanzaro và khoảng 15 km về phía đông nam của Vibo Valentia. Tại thời điểm ngày 31 tháng 12 năm 2004, đô thị này có dân số 2.391 người và diện tích là 44,9 km².
Gerocarne giáp các đô thị: Arena, Dasà, Dinami, Francica, Mileto, Serra San Bruno, Sorianello, Soriano Calabro, Spadola, Stefanaconi.